# Крюковка (Шатневский сельсовет)
Крюковка — упразднённая деревня в Вязниковском районе Владимирской области России.

## География
Урочище находится в северо-восточной части области, в зоне хвойно-широколиственных лесов, в пределах Волжско-Окского междуречья, на левом берегу реки Вондух (левый приток Тетруха), на расстоянии 24 километров (по прямой) к юго-западу от города Вязники, административного центра района. Абсолютная высота — 98 метров над уровнем моря.

### Климат
Климат характеризуется как умеренно континентальный. Средняя температура воздуха самого холодного месяца (января) — −11,1 °C (абсолютный минимум — −48 °С), средняя максимальная температура воздуха (июля) — +23,3 °С (абсолютный максимум — +37 °С). Годовое количество атмосферных осадков составляет около 607 мм, из которых 413 мм выпадает в период с апреля по октябрь.

## История
В «Списке населенных мест Владимирской губернии по сведениям 1859 года» населённый пункт упомянут как удельная деревня Судогодского уезда, расположенная при колодце, в 67 верстах от уездного города. В деревне насчитывалось 11 дворов и проживало 84 человека (41 мужчина и 43 женщины).
По состоянию на 1905 год, в Крюковке имелось 19 дворов и проживало 84 человека. В административном отношении деревня входила в состав Больше-Григоровской волости.
По данным 1926 года, в деревне имелось 24 хозяйства (в том числе 23 крестьянских) и проживало 109 человек (45 мужчин и 64 женщины). Являлась частью Крюковского сельсовета.
На момент упразднения входила в состав Шатневского сельсовета Вязниковского района. Упразднена решением облисполкома № 329 от 2 апреля 1973 года как фактически не существующая.